# کروئیشوتم
شهر کروئیشوتم (به فرانسوی: Kruishoutem) در شهرستان اودنرد در استان فلاندری شرقی در منطقه فلاندری در کشور بلژیک واقع شده‌است.